# Fédération royale belge des échecs
La Fédération royale belge des échecs (F.R.B.E.) (en néerlandais: Koninklijke Belgische Schaakbond (K.B.S.B), en allemand: Königlicher Schachbund Belgien (KSB)), a été fondée en 1920. Elle est une Association sans but lucratif ayant pour objectif la promotion du jeu d'échecs en Belgique.
La FRBE est composée des clubs membres et de trois fédérations communautaires : 
- la Vlaamse Schaak Federatie (V.S.F.), représentant la partie néerlandophone,
- la Fédération échiquéenne francophone de Belgique (F.E.F.B.), regroupant les joueurs francophones,
- la Schachverband des Deutschsprachigen Belgien (S.V.D.B.) pour les germanophones.

La F.R.B.E. est responsable de l'organisation des championnats nationaux individuels et par équipes, ainsi que des sélections pour les compétitions internationales. Elle est reconnue par la Fédération internationale des échecs, L'European Chess Union (ECU) et le Comité olympique et interfédéral belge.

## Historique
Le 18 juillet 1920, les cercles de Bruxelles, Anvers, Gand et Liège ont formé la Fédération royale belge des échecs (F.R.B.E.). Son premier président fut Jules de Lannoy.